# Xot de Mindanao
El xot de Mindanao (Otus mirus) és una espècie d'ocell de la família dels estrígids (Strigidae). Habita la selva humida de les muntanyes de Mindanao, a les Filipines. El seu estat de conservació es considera gairebé amenaçat.